# 片瀬江ノ島駅前暴走注意事件
片瀬江ノ島駅前暴走注意事件（かたせえのしまえきまえぼうそうちゅういじけん）は、1989年、神奈川県藤沢市で暴走族の暴走行為を注意しようとした男性が、注意した少年らに暴行を受けて死亡した事件。

## 概要
1989年4月17日午後10時頃、小田急電鉄片瀬江ノ島駅前ロータリー内に、暴走族のオートバイが侵入、騒乱状態となっていた。被害者の男性は甥らとともに自宅への帰途、この暴走行為を目撃。被害者は近くにあった鉄パイプを持って、居合わせた少年らに対して注意をしたところ、逆上した少年らに鉄パイプを奪われたあげく、殴る蹴るの暴行を受けた。被害者は運ばれた病院で翌日、外傷性ショックにより死亡した。
後日、少年2名が傷害致死の容疑で逮捕されたが、捜査を通じて少年らはロータリー内での暴走行為と無関係であった。
被害者の男性は、毎日新聞夕刊紙のコラムを担当し、日本記者クラブ賞の受賞歴がある編集者であった。

## その他
- この年、江ノ島周辺の国道では、連夜に及ぶ検問が行われ、暴走族の徹底的な締め出しが行われるようになった。
- 現在、片瀬江ノ島駅にはポールが設置されて駅前広場への車の進入は防止されている[1]。
- 小説家の金井美恵子は「文學界」1989年6月号に書いた赤松啓介『非常民の民俗文化』の書評でこの事件について触れている。[2]